# Hans-Detlef Hoffmann
Hans-Detlef Hoffmann (* 1947 in Braunschweig) ist ein deutscher lutherischer Theologe. Von 1997 bis 2010 war er Theologischer Vizepräsident im Landeskirchenamt der Evangelischen Kirche von Westfalen.

## Leben
Hans-Detlef Hoffmann studierte ab 1967 an der Kirchlichen Hochschule Bethel, der Eberhard Karls Universität Tübingen, der Universität Wien und der Westfälischen Wilhelms-Universität Münster Evangelische Theologie. 1972 schloss er das 1. Theologische Examen ab. 1976–1980  war er als wissenschaftlicher  Assistent an der Kirchlichen Hochschule Bethel tätig. Seit 1977 ordiniert, wurde er 1979 in Zürich zum Dr. theol. promoviert. Er war 1980–1991 Gemeindepfarrer am Herforder Münster und bis 1996 Superintendent des Kirchenkreises Herford. Von 1997 bis 2010 war er Theologischer Vizepräsident im Landeskirchenamt der Evangelischen Kirche in Westfalen und Mitglied der Kirchenleitung, Mitglied des Kollegiums des Landeskirchenamtes sowie Stellvertreter des Präses der Landeskirche. Hoffmann war Mitglied der 11. Synode der Evangelischen Kirche in Deutschland. Im Jahr 2011 wurde gegen ihn bezüglich eines nicht deklarierten Sondervermögens des Kirchenkreises Herford ermittelt. Dieses wurde gegenüber der Kreissynode über Jahrzehnte verschwiegen.